# Anua recurvata
Anua recurvata là một loài bướm đêm trong họ Erebidae.